# Ľudovít Štrompach
Ľudovít Štrompach (23. června 1923, Budapešť – 5. března 2009, Bratislava) byl malíř a restaurátor.

## Život a tvorba
Ľudovít Štrompach se narodil v Budapešti rodičům Józsefu Strompachovi, který byl umělecký truhlář ve službách hraběte Pálffyho a Petronelle rozené Heiszter, která se narodila v Sedlčanech, jejíž rodiče a sourozenci i ona sama byli také zaměstnanci (osobní kočí hraběte Pálffyho, umělecký zahradník, pračka a švec) na Bojnickém zámku ve službách hraběte Pálffyho. Vztah Ludvíka Štrompacha k Bojnického zámku a jeho okolí trval po celý jeho život.
V letech 1943 až 1946 studoval na Královské výtvarné akademii v Budapešti v třídě Gyuly Rudnaye a na VŠVU v Praze u Jana Želibského. V roce 1946 se přestěhoval do Prahy.
Od roku 1952 se natrvalo přesídlil na Slovensko, kde se kromě vlastní tvorby věnoval restaurování obrazů, soch, kostelů, zámků, výzdobou fresek mnoha sídlišť na Horní Nitře a sběratelské činnosti.
Je zakladatel Krajské galerie v Bojnicích (1956) a spoluzakladatelem se svou manželkou akademickou maliarkou Magdalenou Štrompachovou prvního výtvarného oboru na LŠU v Prievidzi (15. března 1963). Od roku 2003 bydlel v Bratislavě.
Zahraniční tvorba Ludvíka Štrompacha se vztahuje zejména na města Praha, Budapešť, Vídeň, Mnichov a Garmisch Partenkirchen, kde vznikly mnohé obrazy a grafiky. Příkladem je obraz Julia Fischer, který namaloval v Mnichově v roce 2001. Inspirací pro vznik tohoto obrazu byla německá houslistka Julia Fischerová. Z jeho pražského období pocházejí obrazy Zasnežená Praha nebo Karlov most, jakož i mnohé rodinné portréty, které se nacházejí z převážné části v Bratislavě.